# Madeleine Nilsson (trestegshoppare)
Marie Madeleine Nilsson, född 11 oktober 1991 i Tomas församling i Gävle, är en svensk friidrottare med tresteg som specialgren. Hon tävlar för Gefle IF.

## Personliga rekord
| Utomhus - 100 meter – 12,56 (Söderhamn 16 juni 2018) - 200 meter – 25,99 (Gävle 19 maj 2012) - Längdhopp – 5,35 (Gävle 21 juli 2013) - Tresteg – 13,10 (Helsingborg 25 augusti 2017) | Inomhus - 60 meter – 8.07 (Västerås 24 januari 2010) - 200 meter – 25,86 (Gävle 7 januari 2018) - Stavhopp – 3,77 (Falun 30 januari 2011) - Tresteg – 12,85 (Malmö 27 februari 2016) |

### Fotnoter
1. ↑  ”Tävlingsårsskiftesövergångar 15 november 2009”. friidrott.se. 22 oktober 2009. Arkiverad från originalet den 2 februari 2017. https://web.archive.org/web/20170202075349/http://www.friidrott.se/forbundsinfo/overgangar/arsskifte0910.aspx. Läst 9 oktober 2018.
2. ↑  ”Stora SM 2014, dag 2” (htm). trackandfield.se. Arkiverad från originalet den 3 december 2014. https://web.archive.org/web/20141203232700/http://www.trackandfield.se/resultat/2014/140802.htm. Läst 21 oktober 2014.
3. ↑  ”Stora SM 2015, dag 2”. trackandfield.se. Arkiverad från originalet den 6 juli 2016. https://web.archive.org/web/20160706161848/http://www.trackandfield.se/resultat/2015/150808.htm. Läst 31 oktober 2015.
4. ↑  ”Stora SM 2017”. trackandfield.se. Arkiverad från originalet den 2 oktober 2017. https://archive.today/20171002101026/http://www.trackandfield.se/resultat/2017/170825_27.htm. Läst 1 oktober 2017.
5. 1 2 3 4 5 6 7 8 9  ”Personsida hos IAAF” (på engelska). iaaf.org. https://www.iaaf.org/athletes/sweden/madeleine-nilsson-014403210. Läst 9 oktober 2018.
6. ↑  Sveriges befolkning 2000, Version 1.03, Sveriges Släktforskarförbund: Nilsson, Marie Madeleine
7. 1 2  ”Personsida på European Athletics' webbplats” (på engelska). european-athletics.org. http://www.european-athletics.org/athletes/group=n/athlete=124157-nilsson-madeleine/index.html. Läst 9 oktober 2018.